# Батл (озеро, Британская Колумбия)
Батл (англ. Buttle Lake) — озеро, расположенное на острове Ванкувер в провинции Британская Колумбия, Канада. Находится на территории провинциального парка Страткона между реками Кэмпбелл и Голд-Ривер.
Одно из небольших озёр Канады — площадь водной поверхности 28 км², общая площадь — 35,3 км². Объём воды — 1,72 км³. Площадь водосборного бассейна — 705 км². Лежит на высоте 218 метров над уровнем моря. Названо в честь геолога и натуралиста Джона Батла (John Buttle), открывшего озеро в 1865 году.